# Presidente de la Autoridad Nacional Palestina
El presidente de la Autoridad Nacional Palestina (en árabe: رئيس السلطة الوطنية الفلسطينية‎) es el cargo político más alto (equivalente a jefe de Estado) dentro de la Autoridad Nacional Palestina. El presidente nombra al primer ministro del Consejo Legislativo de Palestina, con quien comparte el poder.
Yasir Arafat se convirtió en el primer Presidente de la Autoridad Nacional Palestina, cuando este órgano de Gobierno fue creado en 1994. Su designación fue validada por una elección que tuvo lugar el 20 de enero de 1996, pero futuras elecciones fueron suspendidas y permaneció en el cargo hasta su muerte el 11 de noviembre de 2004. El portavoz del Consejo Legislativo Rawhi Fattouh asumió la mayor parte de los deberes de Arafat y fue nombrado presidente interino, aunque nunca asumió formalmente el título. Se realizaron nuevas elecciones en enero de 2005, en las que salió ganador Mahmud Abbas del partido Fatah. Las últimas elecciones fueron en 2006. Mahmud Abás se comprometió varias veces entre 2006 y 2020 en llamar a elecciones pero no lo hizo.

## Significado del término
El término árabe رئيس (ra'is) puede ser traducido como equivalente a "Presidente". Como el estatus de Palestina como entidad política es controvertido, el uso del término "Presidente" para describir al líder del Gobierno palestino puede ser debatido y su uso puede ser visto como que implica el reconocimiento de la soberanía del Estado.

## Funciones y responsabilidades
- Comandante en jefe de las fuerzas palestinas;
- Enviar y recibir a todos los embajadores;
- Puede conceder indultos o conmutar sentencias, pero no una amnistía general;
- En casos excepcionales y si el Consejo Legislativo no está en sesión, puede emitir decretos con fuerza de ley, pero estos deben ser presentados ante el Consejo Legislativo tan pronto como sea posible para su aprobación o anulación;
- Nombrar al primer ministro y removerlo del cargo;
- Ordenar al primer ministro reunir al Consejo de Ministros;
- No puede disolver el Consejo Legislativo y llamar a elecciones adelantadas.

## Vacancia
El cargo de Presidente debe ser considerado vacante en cualquiera de los siguientes casos:
- Muerte;
- Renuncia presentada ante el Consejo Legislativo de Palestina y aceptada por dos tercios de sus miembros;
- Considerado legalmente incompetente por un fallo emitido por la Corte Constitucional Suprema y subsecuentemente aprobado por dos tercios del Consejo Legislativo de Palestina.

En el cargo de quedar vacante el cargo, el portavoz del Consejo Legislativo de Palestina debe asumir las funciones y deberes de la Presidencia de la Autoridad Nacional de forma temporal, por un período que no exceda los 60 días, durante los cuales se deberán celebrar elecciones libres y directas para elegir a un nuevo presidente, según la Ley de Elecciones de Palestina.
El 5 de enero de 2013 el cargo de Presidente de la Autoridad Nacional Palestina pasó a denominarse Presidente de Palestina.

## Lista de Presidentes de la Autoridad Nacional Palestina desde 1994
| Presidencia | Nombre                                                                                  | Nombre | Nombre | Nació - Murió | Tomó el cargo           | Dejó el cargo                               | Partido político |
| ----------- | --------------------------------------------------------------------------------------- | ------ | ------ | ------------- | ----------------------- | ------------------------------------------- | ---------------- |
| 1           | Yasser Arafat                                                                           |        |        | 1929 - 2004   | 5 de julio de 1994      | 11 de noviembre de 2004 (Murió en el cargo) | Fatah            |
| 2           | Rawhi Fattouh                                                                           |        |        | 1949 -        | 11 de noviembre de 2004 | 15 de enero de 2005                         | Fatah            |
| 3           | Mahmoud Abbas Presidente de la Autoridad Nacional Palestina del Gobierno en Cisjordania |        |        | 1935 -        | 15 de enero de 2005     | 5 de enero de 2013                          | Fatah            |
| 3           | Abdel Aziz Duwaik Designado en Gaza, tras expirar el mandato de Abbas.                  |        |        | 1949 -        | 9 de enero de 2009      | 5 de enero de 2013                          | HAMAS            |